# Eucalyptus vegrandis
Eucalyptus vegrandis är en myrtenväxtart som beskrevs av Lawrence Alexander Sidney Johnson och Kenneth D. Hill. Eucalyptus vegrandis ingår i släktet Eucalyptus och familjen myrtenväxter. Inga underarter finns listade i Catalogue of Life.